# Turški Vrh
Turški Vrh – wieś w Słowenii, w gminie Zavrč. W 2018 roku liczyła 484 mieszkańców.